# Penium spinulosum
Penium spinulosum là một loài Song tinh tảo trong họ Desmidiaceae, thuộc chi Penium.